# Dorothy Thompson
Dorothy Thompson (ur. 9 lipca 1893, zm. 30 stycznia 1961) – amerykańska dziennikarka prasowa i radiowa. Korespondentka zagraniczna, publikowała w New York Herald Tribune i wielu innych tytułach. Wydalona z nazistowskich Niemiec w 1934 roku jako pierwsza spośród osób z amerykańskim obywatelstwem zajmujących się dziennikarstwem. 
W 1931 roku przeprowadziła wywiad z Adolfem Hitlerem, na podstawie którego napisała później książkę I Saw Hitler! (1932). Książka została uznana za obraźliwą przez niemieckie władze, podobnie zostały ocenione artykuły, w których informowała o niemieckich obozach koncentracyjnych i prześladowaniach osób żydowskiego pochodzenia. Krytykowała amerykańską politykę izolacjonizmu, była zwolenniczką bardziej liberalnej polityki imigracyjnej Stanów Zjednoczonych.
Była jedną z dwóch kobiet dopuszczonych w USA do wykonywania pracy komentatorki politycznej w radio w latach 30. W roku 1936 została zatrudniona w tym charakterze przez NBC. Drugą komentatorką polityczną w tym czasie była Kathryn Cravens w CBS.
W latach 1949–1952 Dorothy Thompson była wiceprezeską Amerykańskiego Komitetu do Zbadania Zbrodni Katyńskiej.